# Норман Озборн (серия фильмов Сэма Рэйми)
Доктор Но́рман О́зборн (англ. Dr. Norman Osborn) — персонаж трилогии «Человек-паук» (2002—2007) режиссёра Сэма Рэйми и фильма Кинематографической вселенной Marvel (КВМ) «Человек-паук: Нет пути домой» (2021). Является киноадаптацией одноимённого злодея Marvel Comics и его альтер эго, созданных Стэном Ли и Стивом Дитко. Он был сыгран Уиллемом Дефо, который также озвучил персонажа в игре по первому фильму.
Первое появление Нормана Озборна состоялось в фильме «Человек-паук» (2002), где он был представлен как основатель и председатель правления компании «Озкорп», а также отец Гарри Озборна. В то время как со своим биологическом сыном у Нормана были натянутые отношения, он часто пренебрегал им в пользу лучшего друга Гарри, Питера Паркера, вплоть до того, что называл себя отцом юноши после того, как тот потерял своего дядю Бена. Когда у «Озкорп» возникают финансовые трудности и Норману приходится заключить государственный контракт, чтобы спасти организацию от банкротства, он тестирует на себе недоработанную сыворотку для повышения выносливости и физической силы, однако это приводит к раздвоению личности. Альтер эго Озборна, впоследствии получившее имя Зелёный го́блин (англ. Green Goblin), время от времени овладевает телом Нормана, с целью отмщения его врагам при помощи передового военного оборудования, разработанного «Озкорп». В конечном итоге, Норман осознаёт проблемы с рассудком, однако решает принять их, вместо того, чтобы попытаться избавиться от личности Гоблина. В дальнейшем он вступает в конфронтацию с недавно появившимся супергероем Человеком-пауком и, во время их последней битвы, обнаруживает, что под маской его противника скрывался Питер Паркер, после чего случайно погибает от собственного глайдера. В фильмах «Человек-паук 2» (2004) и «Человек-паук 3: Враг в отражении» (2007) Норман Озборн появляется в качестве галлюцинации Гарри, склоняющего того отомстить Питеру.
Дефо вернулся к роли Озборна в фильме «Человек-паук: Нет пути домой» (2021), действие которого разворачивается в Кинематографической вселенной Marvel, куда Норман попал вместе с четвёркой других антагонистов предыдущих фильмов из-за сорвавшегося магического заклинания. По сюжету он противостоит Человеку-пауку этой вселенной и его союзниками.
Версия Нормана Озборна в исполнении Дефо была высоко оценена критиками, тогда как сам персонаж считается одним из культовых злодеев в супергеройских фильмах. В 2022 году Дефо был включён в Книгу рекордов Гиннесса как «исполнитель самой продолжительной роли суперзлодея Marvel в кино».

## Создание образа

### Кастинг и исполнение
При написании сценария для фильма «Человеке-пауке» 2002 года, сценарист Дэвид Кепп хотел, чтобы главным злодеем картины стал Зелёный гоблин, в то время как вторичным антагонистом должен был выступить Доктор Осьминог. В то же время, режиссёр Сэма Рэйми находил более интересной темой для фильма динамику между Норманом Озборном и Питером Паркером из комикса Ultimate Spider-Man, при которой Озборн считал Паркера своим сыном по духу, но не по крови, поэтому он исключил Доктора Осьминога из сценария. В июне 2000 года, Columbia Pictures наняла Скотта Розенберга, чтобы тот переписал материал Кеппа. На роль Нормана Озборна претендовали такие актёры как: Николас Кейдж, Джейсон Айзекс, Джон Малкович и Джим Керри, однако, в ноябре 2000 года стало известно, что персонажа сыграет Уиллем Дефо. В интервью для Vanity Fair Дефо рассказал, что пробы на роль состоялись в его гостиничном номере, когда он работал над другим фильмом в Испании, а сам он решил принять участие в проекте поскольку на тот момент «фильмы по комиксам были необычным явлением», несмотря на сомнения со стороны некоторых его друзей.
Дефо настаивал на ношении неудобного костюма, так как чувствовал, что каскадёр не сможет передать необходимый язык тела антагониста. Состоящий из 580 деталей костюм надевался за полчаса. В 2021 году Дефо признался, что ему пришлось простоять восемь часов во время первой примерки создававшегося по частям костюма, в то время как при возвращении к роли Зелёного гоблина в «Нет пути домой» процесс ограничился сканированием его тела.
Изначально студия не планировала возвращения Дефо в фильме «Человек-паук 2» после смерти его персонажа. Тем не менее, однажды, по возвращении в свою квартиру, актёр увидел, что неподалёку от его дома проходили съёмки сиквела картины 2002 года, после чего он захотел поздороваться с коллегами. Продюсер Ави Арад предложил ему сыграть камео Нормана Озборна, на что Дефо согласился.
Годы спустя после выхода первого фильма, Дефо назвал роль Зелёного гоблина одной из своих любимых на протяжении всей актёрской карьеры, поскольку ему нравилось играть персонажа с расстройством личности, в частности из-за противоречивости его персонажа, поведение которого балансировало между драмой и комедией. Также актёру нравилась сцена с зеркалом, в которой Норман Озборн провёл диалог с личностью Зелёного гоблина после убийства совета директоров «Озкорп». Для подготовке к этой сцене Рэйми передал Дефо экземпляр книги «Странная история доктора Джекила и мистера Хайда».
Во время интервью для «Mulderville», Дефо рассказал, что не стал бы сниматься в фильме «Человек-паук: Нет пути домой» в том случае, если бы его роль была незначительной: "Для меня важна физическая сторона работы. На самом деле, одна из первых вещей, которые я сказал Джону и Эми, когда они предложили мне роль ещё до написания сценария, заключалась вот в чём: «Послушайте, я не хочу появиться только в качестве камео или сниматься в крупных планах. Я хочу участвовать в экшене, потому что для меня это настоящее веселье», а также отметил необходимость в «подобных вещах» для создания «цельного и интересного персонажа». Чтобы предотвратить утечку информации о его участии в «Нет пути домой» и других секретов картины, Дефо был вынужден ходить по съёмочной площадке в закрывающем его костюм плаще. Том Холланд, исполнивший роль Человека-паука, случайно столкнулся с Дефо на съёмках и был очень удивлён, увидев его.

### Дизайн костюма
Перед утверждением итогового варианта костюма Зелёного гоблина из фильма 2002 года, его головной убор первоначально представлял собой аниматронную маску, созданную Amalgamated Dynamics. Дизайн маски более походил на образ Гоблина из первоисточника, чем тот, что выбрала студия, и позволял носителю передать полный спектр эмоций. Тем не менее, от маски отказались ещё до того, как был выбран актёр для роли. Вместо неё для фильма был изготовлен статический шлем, так как аниматронная концепция показалась «слишком жуткой» руководителями студии и требовала больших технических затрат. В «Нет пути домой» костюм Зелёного гоблина подвергся обновлению.

### Анализ личности
В трилогии Сэма Рэйми Норман Озборн представлен как талантливый учёный-бизнесмен, имеющий натянутые отношения со своим сыном Гарри. Несмотря на искреннюю заботу о своём сыне, Норман ставит карьеру и бизнес превыше семейных ценностей, в то же время испытывая разочарование от того факта, что у его наследника отсутствуют амбиции, воля к успеху, авторитет и интерес к науке.
В результате воздействия экспериментального газа, которая улучшила физические характеристики Нормана, на свет появилась вторая личность в его сознании, известная как «Зелёный гоблин». Гоблин олицетворяет безудержную жажду власти Озборна, его стремление к успеху и ненависть ко всем, кто представляет угрозу для его положения, к примеру, к заказчикам и членам правления, а также к его заклятому врагу, супергерою Человеку-пауку. Он хладнокровный и одержимый силой и властью психопат. Ему присущи: жестокость, садистские наклонности, мстительность и притязательность, а также твёрдая уверенность в собственных силах и превосходстве над простыми людьми. Гоблин даже пытался склонить Человека-паука на свою сторону, полагая, что два могущих существа смогут достичь безграничной власти. Для него человеческая жизнь не имеет никакого значения, отчего он без колебаний готов убить любого, кто встанет у него на пути. В 2021 году Дефо охарактеризовал личность Гоблина следующим образом: «В некоторых проявлениях этот персонаж очень тёмный и пугающий. Гоблин действительно верит в мир, где существуют только победители и проигравшие. Для него имеют значение только власть и сила, и это не абстрактные мысли. На уровне философии у него мало терпения, сострадания, эмпатии. Он имеет твёрдое убеждение, что за всем стоят сильные люди, тогда как до слабых ему дела нет. Это и есть современный подход к властолюбивому персонажу».
В комиксах Норман Озборн, как правило, либо страдает от раздвоения личности (в классических историях о Человеке-пауке), либо использует личность Гоблина в качестве маски для своих злодеяний и изначально является плохим человеком (как в более поздних публикациях), в зависимости от сценариста. В фильмах личность Гоблина была отделена от личности Озборна.
В 2020 году Джеймс Уитбрук из «Gizmodo» сравнил Питера Паркера / Человека-паука Тоби Магуайра с Норманом Озборном / Зелёным гоблином Уиллема Дефо и Гарри Озборном Джеймса Франко с точки зрения того, как те используют обретённую в фильмах силу: в то время как Питер постепенно осваивает свои способности и принимает на себя ответственность, которую те предполагают, Норман боится потерять престижное положение в своей компании, зацикливаясь на власти в результате непредумышленного превращения в Зелёного гоблина. В дальнейшем он нападает на своих бывших коллег и близких ему людей, а именно на Гарри и Питера, становясь всё более безумным.

## Роль в фильмах

### Рождение Зелёного гоблина

Норман Озборн в костюме Зелёного гоблина в фильме «Человек-паук» (2002).

Впервые Норман Озборн появляется в начале фильма, подвозя своего сына Гарри на школьную экскурсию. Он требует, чтобы Гарри не стыдился себя, обостряя и без того натянутые отношения между ними. Норман знакомится с лучшим другом Гарри, Питером Паркером, оставшись под большим впечатлением от интеллектуальных способностей юноши.
Будучи учёным и по совместительству главой корпорации «Озкорп», Озборн участвует в исполнении государственного заказа от армии США. Когда его коллега доктор Мендель Штромм сообщает военным о намерении вернуться к исходной стадии эксперимента по созданию сверхлюдей, Норман, рискуя потерять финансирование, принимает решение провести опыт на себе. В результате применения экспериментального газа, в голове Озборна рождается новая безумная личность, которая убивает Штромма. Военные передают контракт другой компании, «Quest Aerospace», после чего, будучи под влиянием личности Гоблина, обезумевший Озборн крадёт костюм и глайдер «Озкорп», убивая нескольких высокопоставленных офицеров и учёных «Quest Aerospace» на демонстрации разработок последних. Несмотря на преодоление финансовых трудностей, совет директоров принимает решение продать акции сделавшей щедрое предложение «Quest Aerospace». В отместку, Зелёный гоблин убивает своих деловых партнёров во время фестиваля на Таймс-сквер, тем самым устраняя последнюю угрозу своему контролю над «Озкорп», в процессе едва не убивая Мэри Джейн Уотсон и впервые сталкиваясь с Человеком-пауком.
Некоторое время спустя, Зелёный гоблин нападает на офис «Daily Bugle», требуя от её редактора, Джея Джоны Джеймсона, выдать имя фотографа Человека-паука. Супергерой оказывается по близости, но Гоблин усыпляет его прежде, чем тот успевает дать бой. Гоблин предлагает Человеку-пауку объединиться и осуждает его выбор стать героем, предупреждая, что в конце концов город обратится против него. Впоследствии он заманивает Человека-паука в горящую квартиру и требует от него ответ на высказанное предложение, после чего получает отказ. Узнав, что под маской супергероя скрывается Питер Паркер, Озборн нападает на его тётю Мэй, а затем похищает возлюбленную Питера — Мэри Джейн. Гоблин ставит Человека-паука перед выбором между спасением Мэри Джейн и полным детей трамвая на острове Рузвельта, но герою удаётся спасти всех сразу. Гоблин жестоко избивает Человека-паука, угрожая сделать смерть Мэри Джейн «долгой и мучительной», но разъярённый Паркер жестоко контратакует Гоблина. Тот пытается обмануть Питера и снимает маску, раскрывая свою первую сущность, в то же время медленно поднимая глайдер, чтобы атаковать его, и заявляет, что Паркер был для него как сын. После того, как Питер заявляет, что его настоящий отец — Бен Паркер, Норман пытается пронзить Паркера клинками своего глайдера, но последний предвидит атаку и уклоняется, в результате чего Озборн получает смертельное ранение, но перед этим успевает попросить Питера не рассказывать Гарри о его преступной деятельности.

### Как галлюцинация
Два года спустя Гарри узнаёт, что под маской Человека-паука скрывается его лучший друг, а затем видит своего отца в форме галлюцинации. Норман требует, чтобы Гарри отомстил Питеру за его смерть, но тот в ярости разбивает зеркало и обнаруживает потайное логово, содержащее оборудование и технологии Зелёного гоблина.
Год спустя Гарри становится Новым гоблином, приняв отцовское наследие. Преодолев амнезию, возникшую после неудачной попытки убийства Паркера, Гарри снова видит Нормана, который заявляет о необходимости нанесения удара в сердце супергероя. Тем не менее, Гарри в конечном итоге узнаёт правду о смерти отца и отказывается мстить Питеру, а затем помогает ему в битве против Флинта Марко / Песочного человека и Эдди Брока / Венома и жертвует жизнью ради лучшего друга.

### Перемещение в другую реальность

Норман Озборн в костюме Зелёного гоблина в фильме «Человек-паук: Нет пути домой» (2021).
Костюм во второй половине фильма основан на костюме Зелёного гоблина из комиксов, и включает в себя старую версию брони, совмещённую с рваным фиолетовым худи с капюшоном, встроенные клинки, круглые исследовательские очки и каноничную сумку.

Из-за прерванной попытки Доктора Стивена Стрэнджа наложить заклинание и восстановить секретную личность Питера Паркера из другой реальности, Норман Озборн попадает в совершенно незнакомый для себя Нью-Йорк, где не существует ни «Озкорп», ни его самого, ни его сына. Всё ещё помня, кто скрывается под маской Человека-паука, он нападает на местную версию супергероя и Отто Октавиуса на мосту Александра Гамильтона. После этого Норман, в попытках освободиться из-под влияния Гоблина, прячет глайдер, разламывает свою маску, и приходит в приют «П.И.Р», которым управляет Мэй Паркер, тётя Питера. Там он удивляется тому, что в этом мире его не существует, а Питер Паркер — совершенно другой человек. Приведя Нормана в Санктум Санкторум, Паркер вместе с Норманом узнаёт от Флинта Марко / Песочного человека, что в своей вселенной Норман погиб, сражаясь с Человеком-пауком от своего же глайдера. В это время возвращается Доктор Стрэндж и с помощью особого кубического артефакта собирается отправить злодеев обратно в их вселенные, однако понимая, что Стрэндж отправляет их на верную гибель, Питер отбирает волшебный куб у Стрэнджа и оставляет того в Зеркальном измерении, сообщая Стрэнджу, что должен попробовать помочь злодеям. Паркер решает вылечить Озборна, Октавиуса, Марко, Курта Коннорса / Ящера и Макса Диллона / Электро, и Норман предлагает ему свою помощь.
Приведя злодеев в квартиру Хэппи Хогана, Питер и Норман создают новый чип-ингибитор для щупалец Октавиуса на основе технологий Старка. Поместив его на место старого чипа, Октавиус вновь и навсегда берёт контроль над своими щупальцами, чему Норман был очень рад. Однако вскоре, Зелёный гоблин берёт верх над Озборном, что благодаря чутью замечает Паркер и обездвиживает его паутиной. Зелёный гоблин убеждает других злодеев не отказываться от своих способностей. Октавиус попытается остановить Гоблина, однако впоследствии Макс Диллон выбрасывает его из квартиры. Гоблин сражается с Питером, проламывая им стены дома, а затем, оказавшись на первом этаже, берёт верх в битве с Питером и затем, считая, что моральные принципы Питера передались ему от его тёти, убивает Мэй своим глайдером и улетает.
После того, как Марко, Диллон и Коннорс были излечены, Зелёный гоблин нападает на Доктора Стрэнджа, отправляя в него свои бомбочки, однако Стрэнджа защищает Октавиус, Паркер и две его альтернативные версии. Гоблин крадёт куб, однако его за глайдер хватает одно из щупалец Октавиуса, а Стрэндж тем временем возвращает куб себе. Гоблин отрезает щупальце Октавиуса, успев заложить в куб тыквенную бомбу, в результате чего куб взрывается, и в небе образуются разломы, открывающие Мультивселенную, а со Статуи Свободы начинает падать щит, разрушая подмостки. Стрэндж пытается восстановить трещины, а разъярённый Паркер едва не убивает Гоблина в заключительном сражении, однако его останавливает Питер Паркер из мира Нормана Озборна. Гоблин пронзает своего спасителя и надсмехается над Питером, говоря, что это он виноват в гибели Мэй. Питер-3 (Питер из вселенной Коннорса и Диллона) бросает Питеру-1 (Питер из этой вселенной) противоядие, и последний вводит её Озборну, от чего тот избавляется от личности Гоблина и превращается в раскаявшегося Нормана. Стрэндж произносит заклинание, заставляя всех забыть о существовании Питера Паркера и излечившийся Озборн возвращается в свою вселенную.

## В других медиа
Версия Нормана Озборна из фильмов Рэйми была упомянута в мультсериале «Человек-паук» 2003 года, являющегося вольным продолжением фильма 2002 года. Как и в фильмах, Гарри винит Человека-паука в смерти своего отца и не знает о преступной деятельности Нормана в роли Зелёного гоблина. В эпизоде «Закон джунглей» можно увидеть фотографию Нормана, который, как и его сын, является по версии мультсериала блондином.
Норман Озборн / Зелёный гоблин является главным антагонистом и финальным боссом игры «Spider-Man» по фильму 2002 года. Уиллем Дефо озвучил своего персонажа, что делает его и Тоби Магуайра единственными двумя актёрами из фильма, вернувшимися к своим ролям в формате игры. В отличие от фильма, первоначально Норман и его учёные пытаются захватить Человека-паука с целью изучения его генетического кода, чтобы с его помощью усовершенствовать формулу по созданию сверхчеловека. Для этого они разрабатывают специальных роботов-охотников, но терпят неудачу в своём стремлении. Впоследствии Норман теряет своё положение из-за затянувшегося исследования, поэтому он решает провести эксперимент на себе, что приводит к появлению Зелёного гоблина. Он убивает членов совета директоров на развернувшемся в Нью-Йорке фестивале, после чего сражается с Человеком-пауком. Потерпев поражение, Гоблин устанавливает бомбы на соседних зданиях, что позволяет ему отвлечь внимание супергероя и скрыться. Некоторое время спустя, он похищает Мэри Джейн Уотсон, чтобы выманить Человека-паука. После финального боя на мосту Куинсборо, Гоблин раскрывает своё истинное лицо и умирает как и в фильме, будучи смертельно раненным собственным глайдером.
Данная версия Нормана Озборна появляется в образе Зелёного гоблина в игре «Spider-Man: Friend or Foe» 2007 года, где его озвучил Роджер Джексон. В этой альтернативной временной шкале, где все злодеи из фильмов о Человеке-пауке пережили свою смерть, Гоблин присутствует во время их совместной попытки убить Человека-паука в заставке игры. Там же появляется Гарри в качестве Нового гоблина, который помогает Человеку-пауку, не акцентируя внимания на том, что его отец находится среди злодеев. После битвы на группу нападает рой фантомов, и злодеи, включая Гоблина, внезапно телепортируются в другое место, в то время как Человека-паука спасает Щ.И.Т. Затем Гоблину промывает мозги таинственная фигура, стоящая за фантомами и отправляет его в Токио, чтобы тот заполучил один из осколков метеора, использовавшийся для создания фантомов. Игрок сражается с Гоблином на вершине городской башни «Озкорп», в результате чего Человек-паук уничтожает амулет, который контролировал разум злодея. После этого Гоблин, стремясь отомстить тому, кто промыл ему мозги, неохотно объединяет усилия с Человеком-пауком и становится играбельным персонажем до конца игры.

## Критика

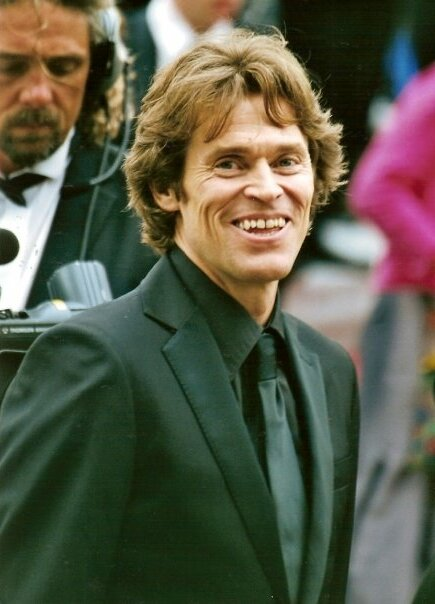
Уиллем Дефо на Каннском кинофестиваль 2005 года

Уиллем Дефо получил широкое признание за роль Зелёного гоблина в фильме 2002 года. New York Daily News назвал его «пугающим злодеем», а Питер Брэдшоу из The Guardian отнёс персонажа Дефо к «сильным сторонам» фильма. Тем не менее, костюм Зелёного гоблина, который Норман Озборн носил в первой части трилогии, получил неоднозначные отзывы рецензентов. Спустя годы после выхода картины Ричард Джордж из IGN оставил комментарий по этому поводу: «Нельзя сказать, что костюм из комиксов был очень внушительным, однако доспехи Гоблина (в частности, шлем) из „Человека-паука“ до смешного плохи».
Несмотря на критику костюма, Зелёный гоблин в исполнении Дефо был признан одним из величайших злодеев кинокомиксов. В 2018 году Vulture поместил Гоблина на 19-е место среди 25 «лучших злодеев фильмов о супергероях», в то время как Collider поставил его на 5-е место в списке «величайших злодеев фильмов о Человеке-пауке» в 2020 году. В списке GamesRadar «50 лучших злодеев кинокомиксов всех времён» Зелёный гоблин расположился на 46-м месте, в частности была отмечена песня «Крошка-паучок» в исполнении персонажа. Стивен Скейф из Vice писал, что «Гоблин Дефо является квинтесецией всего весёлого, что есть в злодеях из супергеройских фильмов, а также совмещает в себе всё хорошее, что есть в вульгарных фильмах Рэйми». Также он высоко оценил голос и язык тела Дефо, которые помогли закрыть глаза на громоздкий костюм Зелёного гоблина, «напоминающий злодея из Могучих рейнджеров». Дэниел Чин из The Ringer назвал Нормана Озборна «идеальным антагонистом Питера Паркера», отметив, что даже после смерти персонажа "его присутствие ощущается в оставшейся части трилогии. Смерть Нормана становится толчком медленного погружения его сына Гарри (Джеймс Франко) в безумие, кульминацией которого является факт принятия Озборном-младшим мантии возмездия и становление новым Зелёным Гоблином. Говоря о трилогии Сэма Рэйми, Том Холланд, сыгравший Человека-паука в Кинематографической вселенной Marvel, а также его коллега Джейкоб Баталон, положительно отозвались о персонаже Дефо, назвав Зелёного гоблина «культовым злодеем». Оба актёра отметили способность Дефо «вдохнуть жизнь в непростого персонажа» и, в частности, зеркальную сцену, где тот отыгрывает смену личностей Нормана Озборна и Зелёного гоблина. 4 декабря 2021 года, во время промоушена «Нет пути домой» на CCXP Brazil, исполнитель роли Электро Джейми Фокс, в ответ на вопрос, кто был самым страшным злодеем фильма, ответил, что таковым является Зелёный гоблин, поскольку он предстаёт «личным» антагонистом для героя.
Зендея поддержала коллег по съёмочной площадке во мнении, что Дефо «чертовски напугал» других актёров, перевоплотившись в Зелёного гоблина и «по-разному в каждом из 30 дублей отыграл монолог об экзистенциальном кризисе Питера». Холланд заявил, что никогда не видел актёра, который «давал столько возможностей режиссёру».
Многие рецензенты оценили исполнение Дефо после выхода «Нет пути домой». Амелия Эмбервинг из IGN отметила, что его герой «стал значительно глубже» с момента своего первого появления в кино. Несмотря на смешанное отношение к фильму, Бильге Эбири из Vulture похвалил игру Дефо, которому, по его словам, «вновь удалось повеселиться с раздвоением личности своего персонажа». По мнению Мэтта Голдберга из Collider Дефо «вложил всё, что у него есть» в персонажа Зелёного гоблина, которого не играл с 2004 года. Джейсон Герразио из Insider Inc. назвал прирождённым актёром для воплощения роли персонажа-маньяка, сославшись на его игру в «Нет пути домой»: «Игра Дефо в духе Джекила и мистера Хайда доведена до совершенства, её украшает зловещее маниакальное рычание, а заострённые брови актёра будто бы вот вот прорежутся в его злобных глазках-бусинках».
В 2020 году, кадр, где Зелёный гоблин преследует Человека-паука на параде, стал популярным интернет-мемом. Фраза Озборна: «Знаешь, я тоже в общем-то учёный», ставшая мемом в годы, предшествующие выходу «Человека-паука: Нет пути домой», была задействована в фильме. После премьеры «Нет пути домой», многие фанаты персонажа выразили мнение, что Дефо «переиграл сам себя» с момента его предыдущего воплощения роли Зелёного гоблина в 2002 году, и даже сочли его достойным для номинации на премию Оскар в категории лучшая мужская роль второго плана в 2022 году.

### Награды и номинации
| Год  | Фильм            | Награда                       | Категория | Результат |
| ---- | ---------------- | ----------------------------- | --------- | --------- |
| 2003 | MTV Movie Awards | Лучший злодей                 | Номинация | [ 51 ]    |
| 2003 | MTV Movie Awards | Лучший бой (с Тоби Магуайром) | Номинация | [ 51 ]    |